# Nanorana ventripunctata
Nanorana ventripunctata es una especie de anfibio anuro de la familia Dicroglossidae.

## Distribución geográfica
Es endémica de la provincia de Yunnan (China).